# Ostéodystrophie rénale
Pour les articles homonymes, voir Ostéodystrophie.
L’ostéodystrophie rénale est une complication courante de l’insuffisance rénale, qui non traitée peut provoquer des douleurs osseuses en particulier au niveau du dos, des hanches, des jambes et des genoux. Les os atteints sont plus sensibles aux fractures. Son traitement précoce permet de limiter les douleurs et fractures.

## Signes et symptômes
L'ostéodystrophie rénale peut ne se manifester par aucun symptôme ; si elle en présente, il peut s'agir de :
- douleur osseuse
- douleur articulaire
- déformation des os
- fractures spontanées

## Diagnostic
Il se fait généralement après qu'on a commencé un traitement pour une maladie rénale terminale.
- Les analyses de sang montrent une diminution des taux de calcium et de calcitriol et une augmentation du phosphate et de la parathormone.

- Les radiographies montrent des anomalies osseuses dont les plus caractéristiques sont la chondrocalcinose des genoux et de la symphyse pubienne, l'ostéopénie et les fractures. Il est parfois difficile de se prononcer sur la spécificité de ces anomalies.

## Pathogénèse
L'ostéodystrophie rénale est causée par un bas niveau de vitamine D, une hypocalcémie, une hyperparathyroïdie tertiaire avec hyperphosphatémie. L'excrétion rénale de phosphate est en effet diminuée du fait de l'insuffisance rénale.

## Diagnostic différentiel
Il faut distinguer l'ostéodystrophie rénale d'autres maladies comme :
- l'ostéoporose
- l'ostéopénie
- l'ostéomalacie
- l'hyperparathyroïdie
- le myélome multiple
- les calcifications des tissus mous
- la chondrocalcinose
- l'hypervitaminose D

## Traitement
Le traitement pour l'ostéodystrophie rénale comprend :
- supplémentation en calcium et en vitamine D
- restriction du phosphore dans l'alimentation
- chélateurs du phosphore comme le carbonate de calcium, l'acétate de calcium, l'hydrochlorure de sevelamer, ou le carbonate de lanthane
- cinacalcet
- hémodialyse
- transplantation rénale

## Pronostic
La guérison de l'ostéodystrophie rénale a été observée après transplantation rénale. L'ostéodystrophie rénale est une maladie chronique qui entraîne un programme d'hémodialyse bien mis au point.